# Baldevins bryllup
Baldevins bryllup – folkekomedie i 8 akter är en norsk svartvit stumfilm (komedi, drama) från 1926. Filmen regisserades av George Schnéevoigt och i huvudrollen som Baldevin ses Einar Sissener.

## Handling
Baldevin och Simen blir vänner när de är till sjöss tillsammans, men skiljs därefter åt. Många år senare är Simen gift med en rik änka och när Baldevin dyker vill Simen ge honom en trygg framtid genom att gifta bort honom med grannänkan. Både Simen och Baldevin har saker i sitt förflutna som de helst vill dölja för kvinnorna, men när det också visar sig att inte heller de har rent mjöl i påsen slutar det hela i gemytlighet och ett nytt bröllop mellan Baldevin och grannänkan.

## Rollista
- Einar Sissener – Baldevin Jonassen
- Victor Bernau – Simen Sørensen
- Ernst Albert – tullare i Lübeck)
- Sverre Arnesen – Müller, bas i Lübeck
- Hilda Fredriksen – Bertelsen)
- Jens Holstad – Ludvig Hoppe
- Betzy Holter – Madam Salvesen
- Karl Holter – en slaktare
- Nicolai Johannsen – skeppare Braa
- Amund Rydland – Salvesen
- Johanne Voss – madam Ollevine Sørensen

## Om filmen
Filmen regisserades av George Schnéevoigt som också skrev filmens manus tillsammans med Alf Rød, baserat på Vilhelm Krags pjäs Baldevins bröllop (1900). Filmen producerades av Svenska Biografteaterns Filial med Schnéevoigt som produktionsledare. Den fotades av Valdemar Christensen och klipptes av Schnéevoigt. Premiären ägde rum i Norge den 22 november 1926. Filmen distribuerades av Svenska Biografteaterns Filial.